# Dixonius fulbrighti
Dixonius fulbrighti — вид ящірок з родини геконових (Gekkonidae). Описаний у 2023 році.

## Назва
Вид названо на честь американського сенатора Джеймса Фулбрайта (1905—1995), засновника програми Фулбрайта, яка надала можливість тисячам студентів, науковців і професіоналів з усього світу навчатися, викладати та проводити дослідження в Сполучених Штатах та інших країнах, щоб сприяти більшому розумінню та співпраці між націями.

## Поширення
Ендемік В'єтнаму. Відомий лише в типовому місцезнаходженні — село Гронг у муніципалітеті Ія Кріенг в окрузі Дук Ко провінції Зялай.

## Опис
Тіло завдовжки до 46 мм, не враховуючи хвоста. Основний колір спини сіро-коричневий з наявністю товстих чорно-коричневих плям неправильної форми від голови до тіла; кантальна смуга тягнеться від ніздрів і продовжується за орбітою до потилиці; темні смуги на губах відсутні; два ряди правильно розташованих білуватих горбків лежать уздовж боків до основи хвоста.